# Register (bok)
Register eller index benämns den del i mer omfattande publikationer (främst böcker) där nyckelord listas i alfabetisk ordning tillsammans med en sidhänvisning för att underlätta sökandet i publikationen.
Registret placeras i regel i slutet av boken och kan bestå av två delar: En som listar de personer eller platser som nämnts i texten, samt en del som listar övriga nyckelord (främst substantiv), som berörs i texten.
I moderna ordbehandlare finns speciella funktioner för att underlätta skapandet av register, främst genom att sidhänvisningarna ändras automatiskt vid omflödning av texten.
Ett register är i regel mer omfattande än en innehållsförteckning, som oftast listar kapitelnamn, rubriker och underrubriker, istället för nyckelord.